# 阿朗库尔
阿朗库尔（法語：Hallencourt，法語發音：[alɑ̃kuʁ]）是法国上法蘭西大區索姆省的一个市镇，属于阿布维尔区。

## 地理
阿朗库尔（49°59'29"N, 1°52'37"E）面积20.55 平方千米，位于法国上法蘭西大區索姆省，该省份为法国北部沿海省份，北起加来海峡省和北部省，西接滨海塞纳省和大西洋英吉利海峡，南至瓦兹省，东临埃纳省。
与阿朗库尔接壤的市镇（或旧市镇、城区）包括：巴约勒、艾赖讷、阿勒里、锡泰尔讷、索姆河畔方丹、弗吕库尔、列尔库尔、利默、梅雷勒萨尔、维默地区索雷勒。

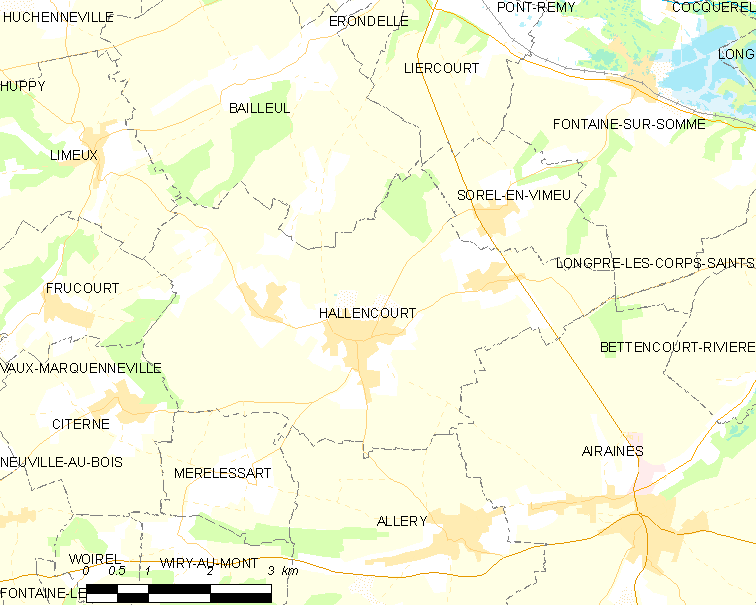
阿朗库尔的OSM定位图

阿朗库尔的时区为UTC+01:00、UTC+02:00（夏令时）。

## 行政
阿朗库尔的邮政编码为80490，INSEE市镇编码为80406。

## 政治
阿朗库尔所属的省级选区为加马什县。

## 人口

1962-2008年间阿朗库尔人口变化图示

阿朗库尔于2022年1月1日时的人口数量为1318人。